# Браунсвил
Браунсвил (на английски: Brownsville) е град в Тексас, Съединени американски щати, административен център на окръг Камерън. Разположен е на левия бряг на река Рио Гранде, която служи за граница с Мексико. Населението му е около 183 046 души (2014 г.).

## Известни личности
- Крис Кристофърсън (р. 1936), музикант и актьор
- Брус Стърлинг (р. 1954), писател